# Aidomaggiore
Aidomaggiore é uma comuna italiana da região da Sardenha, província de Oristano, com cerca de 542 habitantes. Estende-se por uma área de 41 km², tendo uma densidade populacional de 13 hab/km². Faz fronteira com Borore (NU), Dualchi (NU), Ghilarza, Norbello, Sedilo, Soddì.